# Прапор Шпанова
Прапор Шпанова — офіційний символ села Шпанів, Рівненського району Рівненської області, затверджений 30 березня 2007 р. рішенням сесії Шпанівської сільської ради. 
Автор — А. Гречило.

## Опис
Квадратне полотнище, посередині синього поля три жовті лілеї, одна над одною, по периметру (крім верхнього краю) йде жовта лиштва, завширшки в 1/5 сторони прапора..

## Значення символів
Три лілії у синьому полі походять із родового герба Чапличів-Шпановських, які були власниками поселення і значно приклалися до його розвитку. Жовті лілеї разом із лиштвою формують літеру «Ш», що означає назву села.